# 陆军第四镇
陆军第四镇，清朝末年军队现代化改革之后的新军编制之一，从常备新军右镇改变而来，相当于现在的师的规模。辖第七协和第八协。
陸軍第四鎮為北洋常備軍第二鎮，建軍起源為袁世凱所練的武衛右軍之一部，在光緒三十一年清廷全面重整新軍番號時，將該鎮更名為陸軍第四鎮，驻直隶马厂（天津南60公里处）。首任统制是段祺瑞。辛亥革命之前，统制是吴凤岭。第七协统领陈光远。第八协统领王遇甲。從部隊建軍起源可知，陸軍第四鎮的人事光譜上屬於與袁世凱最親近的一群，也影響了清末民初時期該部隊的使用方式。
武昌起義发生时，代理统制是王遇甲，7协协统陈光远，8协协统王遇甲兼。该镇曾被编入第一军，由荫昌指挥，南下湖北镇压革命党人。不久，第一军由冯国璋接手，调王遇甲进总司令当参议，提拔陈光远为四镇统制，李厚基为7协协统。
民國初年，由楊善德接任該師師長，改名为陆军第四师。因镇压二次革命所需进驻淞沪。在袁世凱病死後，楊善德依附在第四鎮的舊長官段祺瑞，成為皖系軍閥的運用武力之一。接任楊善德的陳樂山有著相同的政治依附紐帶，因此在楊善德病死後與繼任的任浙江督軍盧永祥維持良好關係。
在江浙戰爭中，皖系輸給了直系，導致第4師遭到孫傳芳收編，由陸軍第二師系統的謝鴻勳指揮第四師，陳樂山逃往日本。同年10月雖然直系失敗，使得陳樂山回國重新取得第四師控制權重建部隊。重建後的第四師在民國十四年的反奉戰爭再度敗於孫傳芳部隊，師長陳樂山逃入上海租界，部隊指揮權由夏兆麟接手。
在江浙戰爭以後，因為第4師多度戰敗、遭敵對軍閥收編，使得軍隊主要幹部與士兵大量流失。孫傳芳第二次收編第4師後由謝鴻勳再度接手部隊指揮權，雖然名稱還在，但已經不具備與其它北洋六鎮部隊同等的戰力。
第4師最後一場大型作戰，是國民革命軍北伐期間的1926年9月在江西省一系列戰役與國民革命軍第一軍、國民革命軍第六軍交戰（修水戰鬥、銅鼓戰鬥、高安戰鬥、第四次南昌戰役、箬溪戰鬥），全師遭到殲滅，謝鴻勳在戰役中負傷後送，最終傷重戰死。以袁世凱清末練兵新軍為基礎的陸軍第4師自此告終。
重建
孫傳芳在江西省遭受挫敗後於1926年12月一度重建陸軍第4師，由同樣是陸軍第二鎮系統培育的彭得銓擔任師長，隸屬於五省聯軍第二方面軍，該師由彭得銓指揮的陸軍第十二混成旅擴編，而該旅的建制基礎為自福建地方部隊改編的浙江陸軍第一混成旅組成，戰力與血統承襲關係均已舊有新軍全然無關。該師跟隨孫傳芳撤往長江以北，最後改稱為安國軍第一軍第四師，先是由郭華宗指揮，後交由上官雲相指揮。此部隊最終投降歸附國民革命軍，為國民革命軍第47師組成之一部分。